# Steve Harris
Steve Harris, egentligen Stephen Percy Harris, född 12 mars 1956 i Leytonstone i Essex, är en brittisk musiker. Han grundade hårdrocksbandet Iron Maiden och är även gruppens basist. 
Harris köpte sin första bas 1971 och började spela till sina favoritlåtar. Hans basgångar är karakteristiska. Ett återkommande inslag i Iron Maidens livespelningar är Harris "kulsprutepose", då han håller upp basen och siktar på publiken samtidigt som fingrarna smattrar likt en kulspruta över strängarna.

## Sportåren
Steve Harris växte upp i östra London, med sin pappa som var lastbilschaufför och sin mamma som var hemmafru. Han började tidigt intressera sig för sport, speciellt fotboll och fotbollslaget West Ham United. Han tränade hårt från åtta till nio års ålder och när han var tolv år var han med i skollagen i fotboll och tennis. 
När Harris var fjorton år, blev han tillfrågad att spela i sitt favoritlag West Ham United, vilket han tackade ja till. Under två år spelade han fotboll på heltid och han har själv sagt att det var som att bli en munk, det var bara fotboll som gällde. Dock fann han till slut att fotbollen inte skulle ge det han ville ha och han slutade spela på den nivån. Han började spela musik igen ett år senare, mest för skojs skull. Han började samtidigt att intressera sig för musik och då främst rockmusik. Håret och musikintresset hade börjat växa och vid sexton års ålder, då han spelade tennis i en klubb, nämnde någon att han borde klippa sig. Detta fick motsatt effekt och han tog ännu ett steg mot sin musiksatsning.

## Musikkarriären tar vid
Harris hade tidigt intresserat sig för musik och började köpa egna skivor i tidig ålder. När han var tretton år var det reggae som gällde. I Harris generation kom första vågens skinheads och han klädde sig som de.
Senare kom Harris att intressera sig för den typ av rock som Black Sabbath och Free stod för, och han blev vän med Peter Dayle som han började umgås med. Hemmas hos Dayle spelade de schack och lyssnade på Dayles musik. Där fick Harris kontakt med en ny musikstil, progressiv rock, och band som Jethro Tull, King Crimson och Genesis. Harris tyckte banden lät helt fantastiska och började köpa mer skivor och hi-fiutrustning. Han kände även att han ville lära sig spela sådan musik.
Harris ville först lära sig trummor, men ändrade sig eftersom det tog för stor plats och var för högljutt. Istället tog han det enligt honom bästa efter trummor, elbasen. Han fick då höra att det var lättare att lära sig akustisk gitarr innan man gav på sig basen. Därför köpte han sin första gitarr, men fann snart att det inte spelade någon roll om han lärde sig ackord på gitarr innan han började spela bas. Därför bytte han in gitarren mot en kopia av en Fenderbas. Skolkamraten Dave Smith visade honom de fyra grundackorden för rock. Steve var igång och övade varje dag. Han inriktade inte sig så mycket på ackorden utan försökte knäppa på strängarna och framhäva ljud som han tyckte om.
Harris spelade till låtar han gillade. I början till enkla som "Smoke on the Water" med Deep Purple och "All Right Now" med Free. Senare blev det lite svårare grejer som Paranoid med Black Sabbath. Efter att Harris spelat bas i tio månader föreslog samma vän som lärt honom de grundläggande rockackorden, Dave Smith, att de skulle starta ett band tillsammans. År 1972 hade bandet Influense skapats.

## Gypsy Kiss
De fem medlemmarna i bandet övade hemma hos Harris mormor, då främst covers. Dock kom Harris på riffet som skulle hamna på låten "Innocent Exile" som sedan hamnade på Iron Maidens andra album, Killers.
Influence medverkade på en talangjakt där de blev tvåa. Harris lärde känna flera under talangjakten som skulle kunna bli viktiga för Iron Maiden i framtiden. Genom detta fick även bandet spelningar, och inför den andra spelningen bytte bandet namn till Gypsy Kiss. Bandet hann dock bara spela fem gig på olika ställen innan det började knaka i fogarna. Bandet splittrades, på grund av att många i bandet tröttnade på att spela. Men det hade inte Harris gjort, men han ville mer än att spela på lokala pubar.

## Smiler
Steve Harris hittade bandet Smiler som bestod av några killar som var äldre än han. Han provspelade för dem på en pub i februari, 1974. Det gick bra och han började repa med dem.
Efter fem veckor ville trummisen i bandet lämna, han hade inte tillräckligt med tid. Det var då Harris träffade Doug Sampson som skulle bli en tidig medlem i Iron Maiden. Han och flera andra fick provspela för bandet och då han var en rolig kille fick han platsen. Bandet började spela på pubar och spelade några av bandets egna låtar som tvillingarna i bandet hade skrivit. Det var då Harris kom på att han själv kunde börja skriva eget. Man bestämde sig även för att ta in en "riktig" sångare, och en annons sattes in. Dennis Wilcock rekryterades, en medlem som skulle komma att vara med i en tidig uppställning av Iron Maiden. Harris började skriva egna låtar och även tidiga versioner av både "Innocent Exile" och "Burning Ambition" - som fanns med på B-sidan av singel till "Running Free" - spelades av bandet.
Harris skrev fler och fler låtar med mycket tempobyten i och mer åt hårdrockstuket. De andra bandmedlemmarna klagade på den snabbare musiken och ville inte spela Harris låtar. Steve själv tyckte att hans låtar lät bra, och bestämde sig för att lämna Smiler bakom sig, för att starta ett nytt band. Med fick med sig trummisen Doug Sampson. Men utan flera bandmedlemmar kunde det inte bli någon omedelbar fortsättning. Sampson hann försvinna och började i ett annat band.

## Iron Maiden

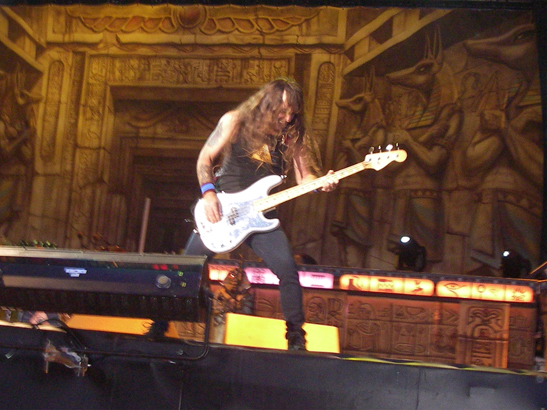
Steve Harris på Stockholms Stadion 2008.

Harris började om på nytt och tog hjälp av de kontakter han fått när han spelat i Gypsy Kiss och Smiler och tillbringade hela 1975 att sätta ihop den grupp som skulle bli den första uppsättningen av Iron Maiden. Han blev frustrerad då de övriga medlemmarna antingen inte kunde och sedan inte ville spela hans sånger. Bandet bildades på juldagen och bestod av Steve Harris (bas), Dave Sullivan (gitarr), Ron Matthews (trummor), Paul Day (sång) och Terry Rance (gitarr). Namnet till bandet kom Harris på tillsammans med sin mor efter att ha sett filmen Mannen med järnmasken. Iron Maiden är engelska för järnjungfru, ett tortyrredskap som användes under medeltiden. Iron Maiden hade hela tolv olika uppsättningar av medlemmar under 1970-talet. Den, förutom grundaren Steve Harris, som varit med längst är gitarristen Dave Murray.
Steve Harris har skrivit de flesta av Iron Maidens låtar och är idag en av världens mest kända basister.

## Kuriosa
- Harris har skrivit merparten av Iron Maidens låtar till dags dato. Han uppger även att han skapat de specifika bokstäverna som bildar logon för Iron Maiden.
- Harris dotter, Lauren Harris, är även hon rockartist. Steve Harris har gästspelat i sin dotters band och Lauren Harris har spelat som förband på några spelningar under Iron Maidens A Matter of Life and Death-turné och Somewhere back in time-turné.